# T. J. McConnell
Timothy John „T.J.“ McConnell Jr. (* 25. März 1992 in Pittsburgh, Pennsylvania) ist ein US-amerikanischer Basketballspieler, der zurzeit für die Indiana Pacers in der NBA spielt.

## Karriere
McConnell spielte zunächst zwei Jahre für die Duquesne University, bevor er 2012 auf die University of Arizona wechselte. 2015 meldete er sich zum NBA Draft 2015 an, bei welchem er jedoch nicht ausgewählt wurde. Er war daraufhin im Team der Philadelphia 76ers in der NBA Summer League 2015. Am 27. September 2015 unterschrieb er bei den Sixers einen NBA-Vertrag.
In seiner ersten Saison 2015/16 kam er von der Bank. Er spielte in allen 81 Regular-Season-Spielen durchschnittlich 19,8 Minuten, in denen ihm 6,1 Punkte, 4,5 Assists und 3,1 Rebounds gelangen. In der folgenden Saison 2016/17 konnte er sich durch gute Leistungen mehr Minuten verdienen. Am 6. Januar 2017 legte McConnell sein bisheriges Career-High in Assists auf, als ihm gegen die Boston Celtics 17 gelangen.
In der folgenden Spielzeit 2017/18 war er weiterhin ein wertvoller Bankspieler bei den Philadelphia 76ers. Am 12. Februar 2018 gelang McConnell das erste Triple Double seiner Karriere. Mit seinen 10 Punkten, 10 Rebounds und 11 Assists war er außerdem der erste Spieler in der Geschichte der Sixers, welchem ein Triple Double in einem Spiel gelang, in dem er von der Bank kam.
Im Sommer 2019 unterzeichnete McConnell einen Vertrag bei den Indiana Pacers. Am 3. März 2021 stellte er in einer Partie gegen die Cleveland Cavaliers mit neun Steals allein in der ersten Halbzeit eine neue Liga-weite Bestmarke für die Zeit ab 1973 auf, seit entsprechende Statistiken geführt werden. Zudem erzielte er mit insgesamt 16 Punkten (die er ohne Fehlwurf erreichte), 13 Assists and 10 Steals als erster Einwechselspieler ein Triple Double, das einen zweistelligen Wert bei den Steals umfasste.

## Karriere-Statistiken

### NBA

#### Reguläre Saison
| Saison  | Team         | GP  | GS | MPG  | FG % | 3P % | FT % | RPG | APG | SPG | BPG | PPG  |
| ------- | ------------ | --- | -- | ---- | ---- | ---- | ---- | --- | --- | --- | --- | ---- |
| 2015–16 | Philadelphia | 81  | 17 | 19.8 | .470 | .348 | .634 | 3.1 | 4.5 | 1.2 | 0.1 | 6.1  |
| 2016–17 | Philadelphia | 81  | 51 | 26.3 | .461 | .200 | .811 | 3.1 | 6.6 | 1.7 | 0.1 | 6.9  |
| 2017–18 | Philadelphia | 76  | 1  | 22.4 | .499 | .435 | .795 | 3.0 | 4.0 | 1.2 | 0.2 | 6.3  |
| 2018–19 | Philadelphia | 76  | 3  | 19.3 | .525 | .333 | .784 | 2.3 | 3.4 | 1.0 | 0.2 | 6.4  |
| 2019–20 | Indiana      | 71  | 3  | 18.7 | .516 | .294 | .833 | 2.7 | 5.0 | 0.8 | 0.2 | 6.5  |
| 2020–21 | Indiana      | 69  | 3  | 26.0 | .559 | .313 | .688 | 3.7 | 6.6 | 1.9 | 0.3 | 8.6  |
| 2021–22 | Indiana      | 27  | 8  | 24.1 | .481 | .303 | .826 | 3.3 | 4.9 | 1.1 | 0.4 | 8.5  |
| 2022–23 | Indiana      | 75  | 6  | 20.3 | .543 | .441 | .853 | 3.1 | 5.3 | 1.1 | 0.1 | 8.7  |
| 2023–24 | Indiana      | 71  | 4  | 18.2 | .556 | .409 | .790 | 2.7 | 5.5 | 1.0 | 0.1 | 10.2 |
| Gesamt  | Gesamt       | 627 | 96 | 21.5 | .516 | .350 | .784 | 3.0 | 5.1 | 1.2 | 0.2 | 7.5  |

#### Play-offs
| Saison  | Team         | GP | GS | MPG  | FG % | 3P % | FT % | RPG | APG | SPG | BPG | PPG  |
| ------- | ------------ | -- | -- | ---- | ---- | ---- | ---- | --- | --- | --- | --- | ---- |
| 2017–18 | Philadelphia | 10 | 2  | 15.5 | .694 | .667 | .600 | 2.6 | 2.3 | 0.6 | 0.0 | 5.5  |
| 2018–19 | Philadelphia | 9  | 0  | 8.3  | .444 | —    | —    | 0.7 | 1.2 | 0.2 | 0.1 | 2.7  |
| 2019–20 | Indiana      | 3  | 0  | 9.3  | .375 | —    | .500 | 2.0 | 2.3 | 0.0 | 0.0 | 2.3  |
| 2023–24 | Indiana      | 17 | 0  | 20.5 | .486 | .269 | .867 | 3.1 | 5.1 | 0.9 | 0.1 | 11.8 |
| Gesamt  | Gesamt       | 39 | 2  | 15.5 | .508 | .310 | .773 | 2.3 | 3.3 | 0.6 | 0.1 | 7.3  |